# Luciana Pessanha
Luciana Pessanha é uma escritora, roteirista e dramaturga brasileira.

## Biografia
Professora do departamento de Comunicação Social na PUC-Rio, colaborou com João Emanuel Carneiro na novela Avenida Brasil. Trabalhou também no seriado A Grande Família, na novela Babilônia e na equipe de criação de Malhação - Viva a Diferença - vencedora do Emmy International Kids de Melhor Série, em 2018. Em 2025 estará de volta às novelas na equipe do remake de Vale Tudo.
No streaming está na equipe da primeira temporada de Os Donos do Rio, uma produção da Paranoid para a Netflix.
Para o teatro, em 2012, escreveu a peça JT – Um Conto de Fadas Punk, inspirada na vida e obra de JT LeRoy. O texto foi encenado no SESC Consolação, com direção de Paulo José, e elenco formado por Natália Lage, Débora Duboc, Nina Morena, Hossen Minussi e Roberto Souza.
E em 2019, escreveu Os Desajustados, indicada ao Prêmio Cesgranrio de Teatro, 2019, na categoria Melhor Texto Nacional Inédito. A peça foi encenada no Oi Futuro e no teatro Firjan SESI Centro entre os meses de março e julho de 2019, com Direção de Daniel Dantas, e elenco formado por Isio Guelman, Felipe Rocha, Tainá Müller e Cristina Amadeo

## Obras
- Que tipo de homem escreve uma história de amor? (Rocco, 2015)
- Como montar uma mulher bomba - manual prático para terroristas emocionais (Rocco, 2008)
- O transponível Super Empty (Planeta, 2004)
- Ao Vivo  (7 Letras, 2004)

### Teatro
- 36 horas – um ensaio de Otelo
- Eu nunca disse que prestava
- JT - Um conto de fadas punk[10]
- Os Desajustados[11][12] - Texto de Luciana Pessanha; Direção: Daniel Dantas; Elenco: Tainá Miller, Isio Ghelman, Felipe Rocha e Cristina Amadeo.

## Filmografia

### Televisão
| Ano     | Título         | Escalação    | Emissora | Notas      |
| ------- | -------------- | ------------ | -------- | ---------- |
| 2012    | Avenida Brasil | Colaboradora | TV Globo | [ nota 1 ] |
| 2013    | Amor & Sexo    | Colaboradora | TV Globo |            |
| 2015    | Babilônia      | Colaboradora | TV Globo | [ nota 2 ] |
| 2017—18 | Malhação 2017  | Colaboradora | TV Globo | [ nota 3 ] |
| 2025    | Vale Tudo      | Colaboradora | TV Globo | [ nota 4 ] |